# 粗壮叠叶楼梯草
粗壮叠叶楼梯草（学名：Elatostema salvinioides var. robustum）为荨麻科楼梯草属下的一个变种。

## 扩展阅读
- 維基物種上的相關：粗壮叠叶楼梯草